# MG 42
La MG 42 (abbreviazione del tedesco Maschinengewehr 42) era una mitragliatrice calibro 7,92 mm Mauser sviluppata dall'industria bellica della Germania nazista e entrata in servizio nel 1942. Affiancò, e in parte soppiantò, la più vecchia MG 34 in quasi tutti i reparti dell'esercito tedesco; entrambe furono prodotte sino alla fine della guerra.
L'MG 42 è considerata uno dei più riusciti esempi di arma d'accompagnamento bivalente, capace di ricoprire con uguale successo entrambi i ruoli di mitragliatrice leggera e pesante e si mostrò subito affidabile, resistente, semplice da costruire e facile da utilizzare, ma la caratteristica che impressionò fu l'enorme cadenza di fuoco. L'arma ha la più alta cadenza di tiro possibile per armi portatili a canna singola, tra i 1200 e i 1500 colpi al minuto. Altre armi coeve presentavano una simile cadenza di fuoco, come la ShKAS russa, la Darne francese e la Vickers K inglese, ma l'alimentazione a nastro e la canna facilmente sostituibile permettevano alla mitragliatrice tedesca di sparare per tempi più lunghi.
L'impianto tecnico dell'MG 42 rimase largamente applicato anche dopo la Seconda guerra mondiale, fungendo da base per la pressoché identica MG 1 (MG 42/59), in seguito evoluta in MG 3. Altri modelli basati sull'MG 42 sono le svizzere MG 51 e MG 710-3, l'austriaca MG 74, il CETME Ameli spagnolo, in parte la mitragliatrice americana M 60 e la belga FN MAG. Il progetto originale fu anche venduto su licenza a molte fabbriche subito dopo la guerra, che continuarono quindi la produzione dell'arma. Lo schema meccanico a sfruttamento diretto del rinculo e chiusura geometrica a rulli contrapposti (vedi sotto) è considerato il non plus ultra dell'affidabilità ed efficienza meccanica; cercare di migliorarlo è come cercare di "reinventare la ruota".

## Storia

### Sviluppo

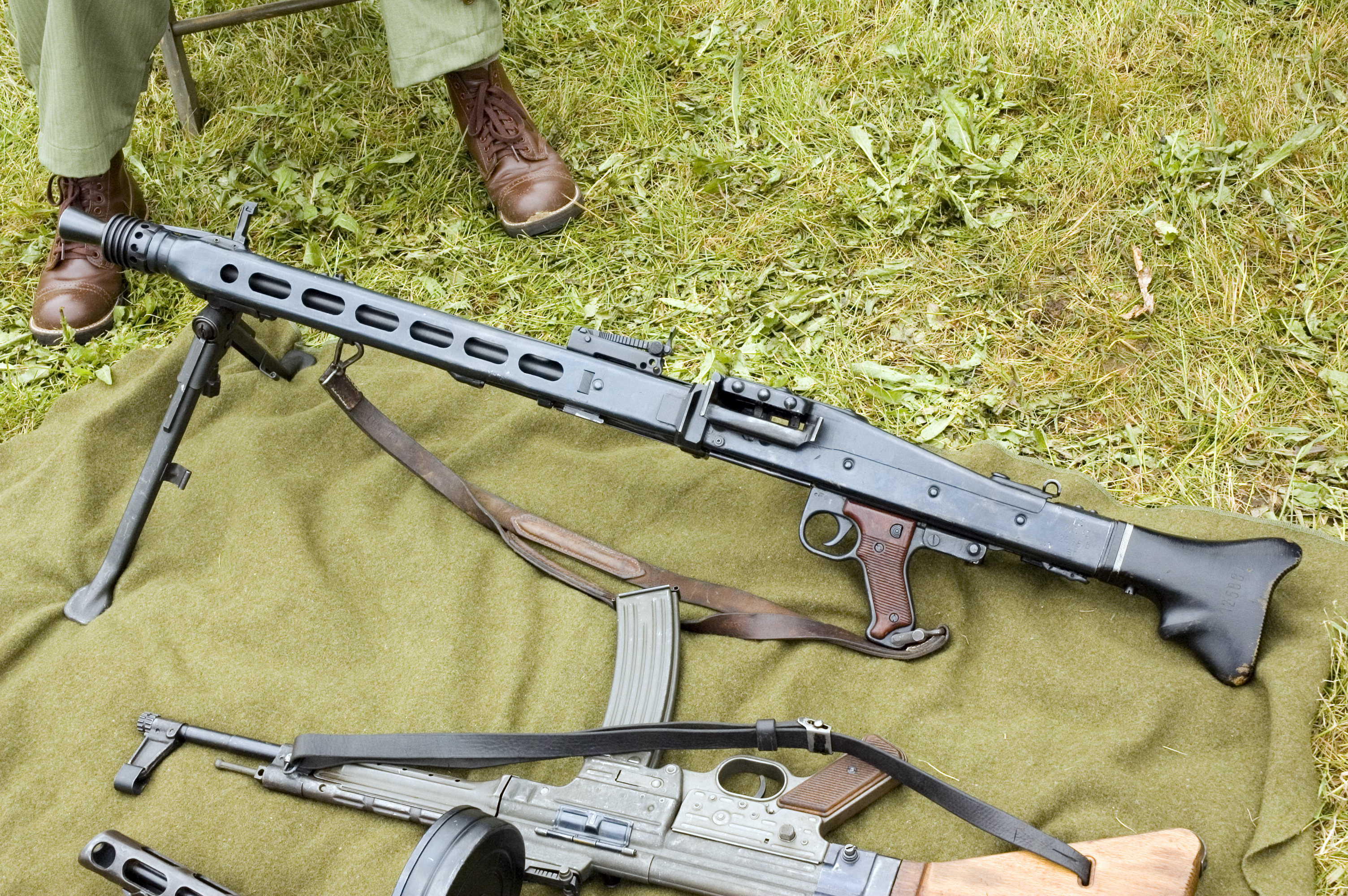
MG 42 in versione mitragliatrice leggera di squadra, con bipiede ripiegabile e nastro da 50 colpi. Più in basso si notano un StG 44 e una PPŠ-41

Negli anni '30 la Germania nazista adottò la mitragliatrice MG 34, la prima vera mitragliatrice di squadra moderna. Dotata di una canna a cambio rapido raffreddata ad aria, e un'alimentazione a nastro o tramite caricatori a tamburo, l'MG 34 poteva sparare per periodi più lunghi dei fucili mitragliatori coevi, tra cui il B.A.R. americano, il Tipo 11 giapponese, il Bren inglese e la Châtellerault FM 24/29 francese, pur essendo molto più leggera di armi pesanti raffreddate ad acqua, quali la Vickers inglese o la Browning M1917 americana. L'arma era anche versatile: progettata per fungere sia da mitragliatrice pesante, montata su affusto a treppiedi o su veicoli, sia da fucile mitragliatore di squadra, con un bipiede pieghevole di appoggio. Poteva essere alimentata sia a nastro che tramite caricatore a tamburo da 50 o 75 colpi (Trommel-Magazin) che si prestavano molto bene all'uso in assalto o da parte di truppe mobili (sebbene il coperchio della scatola di culatta dovesse essere cambiato per poter utilizzare i caricatori a tamburo doppi) e grazie al raffreddamento ad aria assicurato dal manicotto traforato era abbastanza leggera per essere portata da un singolo militare. Divenne inoltre l'arma difensiva principale della Luftwaffe, nella sua variante MG 81, e fu impiegata come arma secondaria nei veicoli corazzati. Il primo tentativo di aggiornamento fu la versione MG 34S.
La MG 34 era costosa da produrre e soggetta a inceppamenti se la manutenzione non era accurata. Si giunse perciò a bandire (1940) un concorso per una mitragliatrice sostitutiva della MG 34. Le compagnie in lizza furono tre: la Metall und Leckierwarenfabrik Johannes Großfuß AG di Döbeln, la Rheinmetall-Borsig di Sömmerda e la Stübgen di Erfurt. Il progetto migliore fu quello della Großfuß AG, che impiegava un meccanismo di chiusura a rullo operato a gas, contro il semplice azionamento a rinculo degli altri due concorrenti. Particolare notevole, la compagnia non aveva mai operato nel campo delle armi: il loro prodotto più richiesto erano lampade in metallo stampato. L'ingegnere Werner Gruner, uno dei capi progettisti della Großfuß AG, non aveva alcuna esperienza di armi quando gli venne affidato l'incarico di presentare un progetto per la nuova mitragliatrice, ma aveva grande esperienza nella produzione di massa. Gruner frequentò un corso per mitraglieri per apprendere le caratteristiche principali delle armi automatiche, cercando aiuto anche fra i soldati. Prese quindi un sistema d'arma sviluppato dalla Mauser e lo migliorò con ciò che aveva imparato al corso.
Si è spesso avanzata l'ipotesi che la meccanica della MG 42 si sia basata su progetti polacchi confiscati nel 1939 dopo la resa della Polonia; in effetti, un concetto simile che si basava appunto su un otturatore in due parti con chiusura geometrica assicurata da due rulli contrapposti era stato avanzato da alcuni progettisti polacchi, in particolare Edward Stecke, negli anni '30 ma era sempre rimasto sulla carta. Stecke in effetti brevettò nel 1937 una mitragliatrice funzionante con questo sistema; e prima ancora, nel 1928, il maggiore Barresi del Regio Esercito Italiano aveva brevettato un otturatore con chiusura a sfere contrapposte; Stecke evidentemente aveva capito che due rulli hanno una superficie di presa maggiore di due sfere. Tuttavia la Großfuß AG ha sempre negato tale coincidenza e in effetti, dopo il 1945, i brevetti furono ceduti alla Heckler & Koch senza diatribe.
Essendo prodotta in metallo stampato e saldato e non più con le costose lavorazioni dal pieno della MG 34, la nuova arma richiedeva meno materiale e soprattutto minore complessità per la costruzione: le ore di lavoro per produrla erano solo 75 (contro le 150 per la MG 34), e il costo era di soli 250 RM (contrapposto ai 327 marchi di un MG 34).
La risultante MG 39 rimase in molti aspetti simile alla precedente MG 34, decisione dettata dalla necessita di non “sconvolgere” i soldati, ormai esperti nell'uso delle MG 34. Il cambiamento maggiore fu l'elevatissima cadenza di tiro resa possibile dalla particolare organizzazione meccanica: ben 1500 colpi al minuto, che comportò l'abbandono de facto dell'alimentazione tramite caricatore a cui per forza di cose fu preferita l'alimentazione a nastro, anche se la possibilità di usare i caricatori a tamburo fu mantenuta. Benché più semplice e meno costosa, l'arma si rivelò subito più resistente e affidabile della precedente versione. I primi 1500 esemplari dell'arma, denominata provvisoriamente MG 39/41, furono pronti nel 1941 per i test sul campo.
L'arma fu ufficialmente accettata e la produzione di massa cominciò nel 1942, con la designazione MG 42. Le fabbriche incaricate della produzione furono la Großfuß, la Mauser-Werke, la Gustlof-Werke, la Steyr, la Ceska Zbrojowka e altri stabilimenti minori. La produzione durante la guerra fu superiore alle 400.000 unità (17.915 nel 1942, 116.725 nel 1943, 211.806 nel 1944 e 61.877 nel 1945).

## Impiego operativo

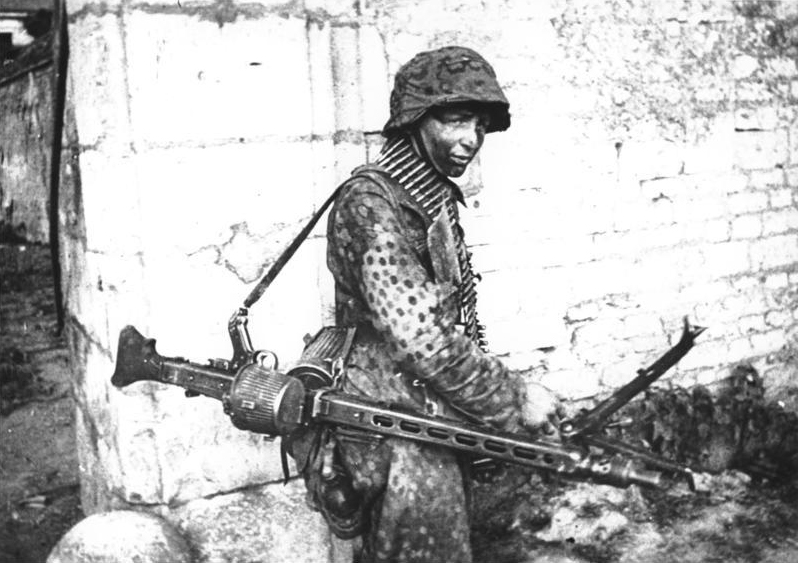
Normandia, 1944: granatiere della 12. SS-Panzer-Division "Hitlerjugend" con una MG 42 a tracolla, equipaggiata con un caricatore a tamburo da 50 colpi

Secondo alcune fonti, la MG 42 apparve dapprima in Nordafrica nella tarda primavera del 1942 e subito dopo sul fronte russo: riscosse subito l'entusiasmo dei suoi utilizzatori e la costernazione degli avversari. È noto il fatto che i Britannici organizzarono molti raid nelle linee tedesche allo scopo specifico di impadronirsi del maggior numero possibile di esemplari della nuova mitragliatrice tedesca. Sul fronte orientale, la MG 42 causò un notevole shock all'Armata Rossa che assisté al sanguinoso fallimento di molti furibondi assalti in massa, secondo la tipica tattica dell'epoca, contro il muro di fuoco sollevato dalle mitragliatrici tedesche e dalle MG 42 in particolare. I Sovietici reagirono bombardando con artiglieria pesante i nidi di mitragliatrici tedeschi prima degli attacchi, ma in innumerevoli occasioni le MG 42 ed i loro risoluti tiratori imposero un elevato prezzo alle fanterie sovietiche. La MG 42 si rivelò eccellente sia come arma d'assalto sia come perno della difesa delle squadre e plotoni tedeschi, sia come arma d'accompagnamento pesante a lunga distanza.
La caratteristica più rimarchevole dell'arma era l'impressionante volume di fuoco, doppio rispetto al BAR americano e alla Vickers inglese. Una cadenza di tiro media di 20 colpi al secondo equivale ad una tempesta di fuoco capace di saturare rapidamente anche una vasta area, colpendo tutto quello che rientrava nel campo di tiro. A distanza ravvicinata l'impatto dei proiettili da 8mm sbriciolava e perforava anche le opere edili meno spesse, come case coloniche o agricole: bastavano poche raffiche di traccianti per incendiare un'isba russa o un edificio in legno. Rapporti, relazioni e memorie dei militari sovietici e alleati traboccano di descrizioni molto vivide di come una singola MG 42 potesse tenere bloccate intere compagnie, scagliando nugoli di proiettili su qualsiasi cosa si muovesse all'interno del suo campo di tiro. In territori impervi, con fitti ostacoli naturali e passaggi obbligati come il fronte italiano o quello della Francia orientale, la MG 42 divenne l'incubo delle fanterie alleate.

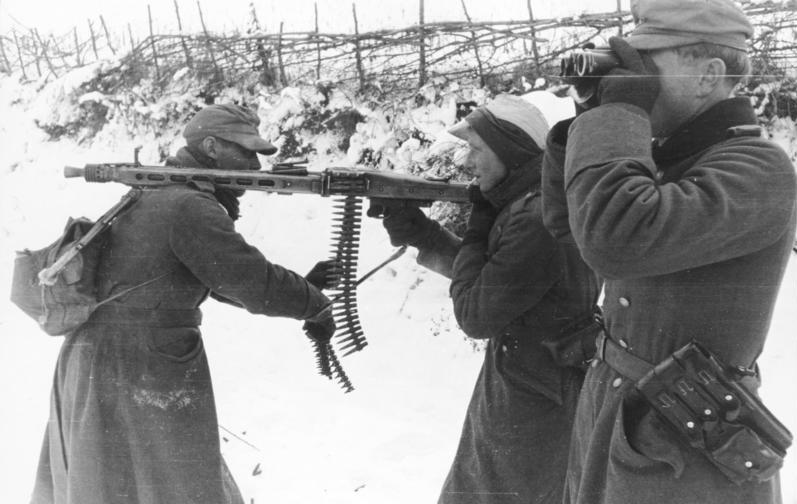
Jugoslavia, dicembre 1943: tedeschi aprono il fuoco contro elementi partigiani serbi utilizzando la tecnica del tiro in appoggio

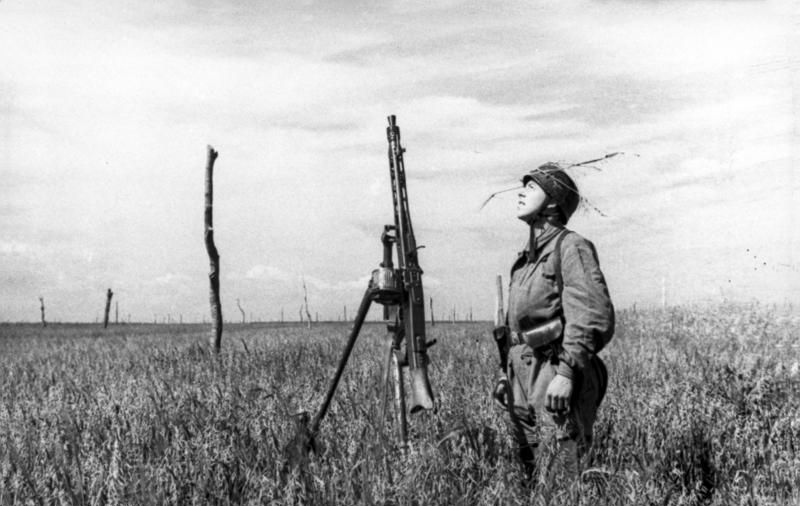
Una MG 42 in Normandia nel 1944, montata su un affusto contraereo Dreibein ("treppiedi")

A ciò andava aggiunto l'elevato livello di addestramento dei mitraglieri tedeschi, che frequentavano intensi corsi di formazione e conoscevano a fondo l'arma e il modo migliore di usarla. In particolare le mitragliatrici tedesche erano mimetizzate molto bene, e alloggiate in postazioni accuratamente predisposte, come le celebri "tane di volpe". L'efficacia dell'arma dipendeva in effetti in gran parte dall'esperienza del tiratore, che doveva saper gestire la notevolissima cadenza di tiro senza surriscaldare troppo l'arma né sprecare le munizioni (che la MG 42 divorava a ritmo vertiginoso), e che non sempre era possibile approvvigionare rapidamente.
L'arma fu così temibile che l'esercito degli Stati Uniti ideò dei filmati per aiutare i soldati a superare il trauma dell'imbattersi in un'arma simile in combattimento. Ad una cadenza di fuoco così alta, l'orecchio umano non riusciva a distinguere i singoli colpi che venivano sparati, e l'arma sembrava emettere un ringhio continuo che gli valse i soprannomi di Hitler's buzzsaw ("motosega di Hitler") o “Hitler's ripper” (squartatore di Hitler). Nonostante l'elevata frequenza di tiro, i manuali dell'arma imponevano ai soldati di non sparare raffiche di più di 250 colpi né di andare oltre i 350-400 colpi al minuto, per evitare surriscaldamenti pericolosi dell'arma. Il problema principale però era che l'arma macinava munizioni in maniera vertiginosa, rendendo frequenti le ricariche, aumentando il rischio di surriscaldamento e obbligando le squadre di fanteria germanica a trasportare grandi quantità di munizioni.
La MG 42 venne fornita anche agli alleati della Germania: in particolare, fu ampiamente utilizzata dalla Repubblica Sociale Italiana, Ungheria, Romania e Croazia. Non riuscì mai a soppiantare la MG 34 nel ruolo di mitragliatrice bivalente standard delle forze armate tedesche, e le spaventose perdite di armi sofferte dalla Wehrmacht obbligarono i Tedeschi a distribuire in prima linea qualsiasi mitragliatrice disponibile, dalle ottime ZB30 cecoslovacche alle vetuste MG 08 della 1ª guerra mondiale, e perfino molte Maxim M1910 russe catturate in grande quantità. Nei bunker del Vallo Atlantico e della Linea Sigfrido vennero schierate perfino molte St. Etienne francesi e Breda 37 italiane; tuttavia la MG 42 fu in cima alle richieste dei comandanti tedeschi fino alla fine della guerra.
L'MG 42 pesa circa 11 kg (compreso il bipiede ridotto), meno della MG 34. Il bipiede (identico a quello della MG 34) poteva essere montato sia vicino alla volata, sia a metà arma, a seconda del ruolo in cui la mitragliatrice veniva usata. Per le situazioni che richiedevano fuoco sostenuto, fu ideato un nuovo affusto a treppiede pesante 20 kg: il Lafette 42. La canna presentava una rigatura poligonale, un peso inferiore a quello della canna dell'MG 34 ma una tendenza più alta al surriscaldamento, che però costituiva un problema minore data la possibilità di cambiare la canna in pochi secondi.
Nella dottrina tattica tedesca dell'epoca, la mitragliatrice leggera era l'elemento principale della squadra di fanteria: tutto il resto della squadra fucilieri aveva come compito principale quello di appoggiare le mitragliatrici,  4 per ogni plotone (una per squadra). In più, ogni compagnia di fanteria (o di cacciatori alpini, di genieri d'assalto, o di paracadutisti) disponeva di altre 4 mitragliatrici pesanti, 1 per plotone, montate su treppiedi, per il fuoco di saturazione o di interdizione. Essendo concepita come mitragliatrice bivalente – in grado di svolgere entrambi i ruoli, come la precedente MG 34 – la MG 42 era provvista di affusto a treppiede, di bipiede, e di tre canne di ricambio come dotazione standard. Inoltre, a ogni mitragliere (MG-Schütze) veniva consegnata una dotazione di attrezzi per la manutenzione dell'arma, contenuta in una caratteristica custodia da cintura in cuoio, e un guanto in materiale refrattario per il cambio della canna.
Qualsiasi mitragliatrice è un'arma complessa che richiede esperienza e uno speciale addestramento per essere usata efficacemente. I tiratori delle MG42 erano soldati profondamente addestrati e che sapevano sfruttare le caratteristiche dell'arma: innumerevoli rapporti di ufficiali degli eserciti alleati testimoniano dell'elevata professionalità e determinazione dei mitraglieri tedeschi, capaci di riparare le loro armi sul campo e di proseguire il fuoco fino all'estremo.
Verso la fine del conflitto la MG 42 fu ampiamente distribuita a truppe meno esperte e addestrate, come il Volkssturm, i cui componenti, con poche settimane o addirittura pochi giorni di istruzione, non erano in grado di sfruttare le armi a loro disposizione. Tuttavia, anche nelle mani di un giovanissimo volontario o di un anziano riservista, purché risoluto, una MG 42 restava un'arma temibile e gli alleati ne ebbero sempre un grande rispetto.
Per usare al massimo le possibilità di una MG 42 serviva una squadra di cinque uomini: un capo tiratore, il numero 1 che trasporta e aziona l'arma, il numero 2 che trasporta l'affusto dell'arma, i numeri 3, 4 e 5 che trasportano munizioni, canne di ricambio, attrezzi per il trinceramento e altri attrezzi. Il capo tiratore, il numero 1 e il numero 2 erano armati di pistole, gli altri tre di fucile. Per questioni di praticità la squadra mitraglieri veniva quasi sempre ridotta a tre: tiratore, servente (ricarica e trasporto canne) e capoarma/osservatore per l'individuazione dei bersagli.
Mentre Stati Uniti e Unione Sovietica basavano la loro dottrina operativa sui fucilieri, con le mitragliatrici che fornivano fuoco di supporto, per i tedeschi le mitragliatrici costituivano il nucleo portante dell'azione di fuoco, con i fucilieri a supporto. Questo significava che le truppe alleate in attacco si sarebbero sempre trovate a dover affrontare un nutrito gruppo di MG 42.

## Tecnica
La MG 42 è una mitragliatrice a corto rinculo azionata con sistema di chiusura a rulli contrapposti. Spara in posizione di otturatore aperto tramite nastri di proiettili da 7,92 × 57 mm Mauser.

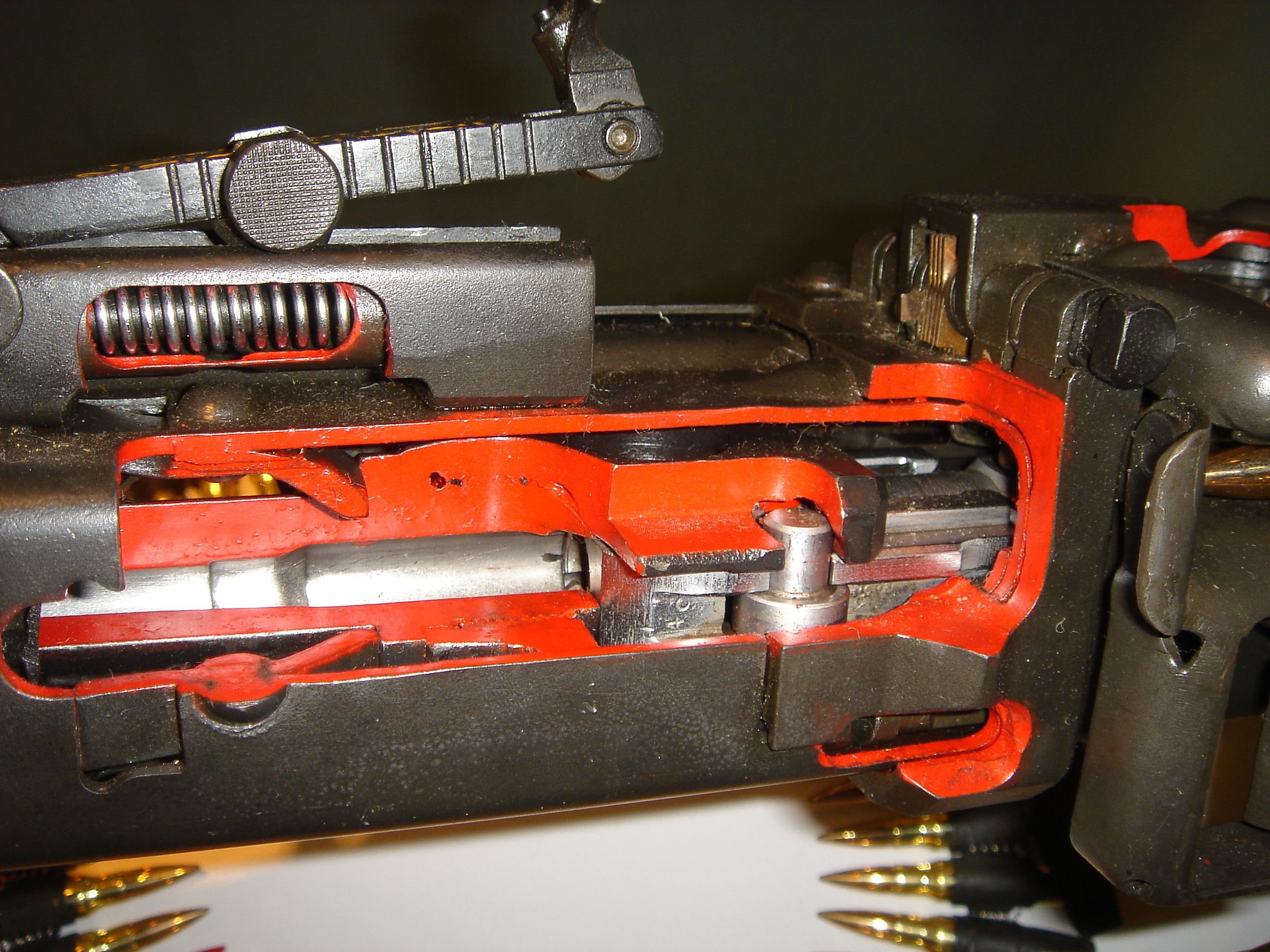
MG 42/ MG 3 Roller system

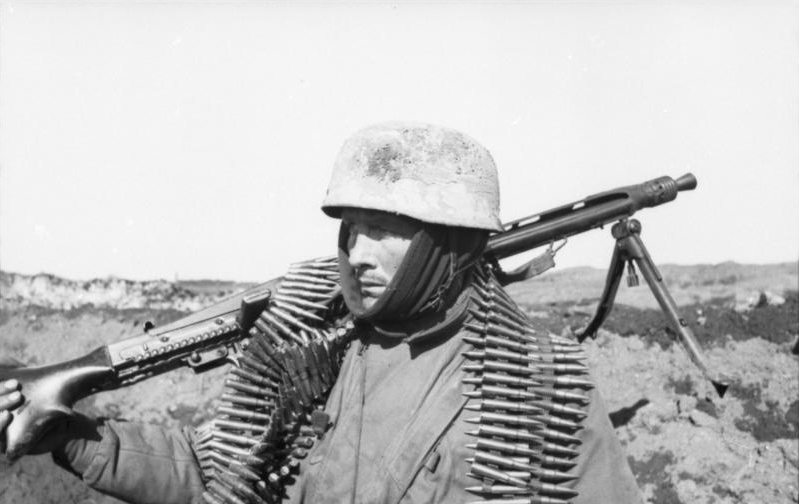
Mitragliere sul fronte orientale: notare l'enorme quantità di munizioni trasportate per alimentare l'MG 42

L'arma si basa sul principio del corto rinculo di canna e della spinta dei gas sull'orlo della volata, due accorgimenti che accentuano il rinculo stesso, migliorando così il funzionamento. L'otturatore è in due pezzi: testa e corpo. Il principio di chiusura si basa su due rulli contrapposti, laterali alla testa dell'otturatore. Il tiratore, dopo aver inserito un nastro di cartucce sul vassoio di alimentazione, deve armare l'otturatore tirando indietro la manetta di armamento, quindi premendo il grilletto l'otturatore scatta in avanti inserendo una cartuccia nella camera di scoppio: a quel punto, poiché l'otturatore è in due pezzi flottanti, la testa chiude la camera di scoppio, mentre il corpo avanza ancora di qualche millimetro all'interno della testa, spingendo in fuori i due rulli che si inseriscono in apposite sedi ricavate nella camera di scoppio, realizzando così una chiusura molto stabile e sicura. Immediatamente dopo il percussore raggiunge la cartuccia causando lo sparo. Quando la canna rincula spinge indietro anche l'otturatore, prima il corpo e poi la testa: i due rulli di chiusura rientrano così all'interno (ciò causa un breve ritardo che permette alla pressione di scendere a livelli di sicurezza). La molla di riarmo posta dietro il gruppo otturatore-percussore spinge poi di nuovo avanti quest'ultimo, e il ciclo ricomincia. L'arma può fornire solo fuoco automatico, e il tiro a colpo singolo risulta di fatto impossibile a causa dell'elevata cadenza di fuoco.
Altra caratteristica importante del sistema meccanico della MG 42 è il meccanismo di alimentazione: è costituito da un vassoio ribaltabile su cui poggia il nastro e, superiormente, da una leva-binario oscillante comandata da una camma posta sull'otturatore, che sposta alternativamente le cartucce (saldamente agganciate da un poderoso estrattore elastico realizzato direttamente sulla testa dell'otturatore) ed espelle il nastro vuoto in modo rapido, semplice ed efficiente. I bossoli usati cadono al di sotto dell'arma.
Questo schema meccanico si è rivelato uno dei più efficaci ed affidabili dell'intera storia delle armi automatiche ed è giudicato dagli esperti come un punto di arrivo di efficienza, robustezza e semplicità perché oltre a garantire un funzionamento impeccabile anche nelle più severe condizioni operative, è anche semplice ed economico da produrre. L'assenza di un sistema di sottrazione di gas permette di ridurre le parti in movimento e di eliminare un complicato (e bisognoso di pulizia) gruppo camera di espansione-pistone-portaotturatore, a tutto vantaggio della semplicità e leggerezza. La memorialistica della 2ª guerra mondiale è sovrabbondante nel descrivere la spaventosa efficacia delle MG 42 tedesche nelle sabbie desertiche come nelle gelide lande sovietiche: bastava un minimo di lubrificazione e pulizia per farle funzionare sempre e comunque.
Il sistema di mira è costituito di due parti molto semplici: il mirino frontale, ribaltabile, ha la forma di una V rovesciata, mentre quello posteriore è un alzo a tangente con tacca a V, graduato da 200 a 2.000 metri. Il kit di manutenzione dell'arma contiene anche un mirino speciale per l'uso antiaereo, che deve essere sovrapposto a quello esistente sull'arma.
Quanto al cambio rapido della canna, caratteristica chiave della MG 42 che rende possibile il volume di fuoco così elevato, è anch'esso un capolavoro di semplicità: una manetta elastica, posta sul lato destro della culatta, azionata dal tiratore, permette lo sblocco di una leva snodata che svincola la canna e la spinge all'infuori del manicotto, dal lato destro: basta abbassare il calcio dell'arma e la canna cade a terra e può essere sostituita con un'altra. Il tutto richiede 4-5 secondi.
Altra caratteristica propria delle mitragliatrici tedesche della seconda guerra mondiale era un particolare meccanismo presente sull'affusto, denominato Tiefenfeuerautomat. Se selezionata, questa caratteristica faceva compiere all'arma un movimento oscillatorio in verticale durante il fuoco. Ad esempio, se non si era sicuri della distanza di un bersaglio, supponendo che fosse situato tra i 1500 e i 1800 metri, tramite due fermi regolabili il mitragliere poteva fare in modo che il piano dell'affusto oscillasse in elevazione tra i 1400 e i 1900 metri. Il movimento nell'intervallo selezionato continuava fino all'interruzione del fuoco.

## Varianti e sviluppi

### MG 45
Nel 1944, la scarsità di materiali a disposizione del Terzo Reich portò allo sviluppo di una nuova versione, denominata MG 45 (o MG 42V), con sistema a massa battente a ritardo (contro il sistema a rullini della versione standard). Per questo motivo, l'MG 45 viene considerata un'arma totalmente diversa. Per la costruzione era impiegato metallo scadente che riduceva il peso dell'arma a 9 kg. I primi test ebbero luogo nel giugno del 1944, ma lo sviluppo fu bloccato e uscirono dalla fabbrica solo una decina di modelli. L'MG 45 fu presa come modello nel dopoguerra per lo sviluppo di armi azionate tramite massa battente a ritardo di rullini, come le moderne armi piccole della H&K.

### T 24
L'industria Americana tentò di riprodurre una propria versione dell'MG 42 in calibro .30-06 Springfield per rimpiazzare il B.A.R. e la M1919A4. La Saginaw Steering Gear costruì un prototipo funzionante dell'arma che venne denominata provvisoriamente T 24. Tuttavia, i tecnici avevano riscontrato che il proiettile .30-06 era troppo lungo per un'arma del genere, e ciò portò al rifiuto dell'arma.

### M 53
La Jugoslavia produsse su licenza copie della MG 42 (denominate M 53 Šarac) nella fabbrica statale Zastava, mantenendo il calibro originale 7,92 × 57 Mauser. Così facendo, la Jugoslavia mantenne pressoché invariato il progetto originale, producendo copie quasi esatte dell'arma tedesca. L'unica differenza era la cadenza di tiro più bassa nella versione jugoslava. I parametri di tiro sono simili a quelli della mitragliatrice tedesca, con 2000 metri di gittata prevista dal mirino e 5000 di portata massima teorica. L'arma è rimasta in uso in Jugoslavia fino al 1999. Diversi esemplari furono esportati verso l'Iraq e vi fu un intenso uso di quest'arma durante la prima Guerra del Golfo.

### MG 3
L'apporto di piccole modifiche alla MG 42 portò alla produzione, da parte della Beretta, della MG 42/59 (ancora in uso nell'Esercito Italiano), e della MG 3 da parte della Rheinmetall, oggi principale mitragliatrice di squadra delle forze armate tedesche (Bundeswehr). Altri eserciti nel mondo hanno adottato la MG 3.
Il meccanismo di alimentazione a nastro è stato copiato ed usato nello sviluppo della mitragliatrice statunitense M 60. Anche La mitragliatrice belga FN MAG-58 presenta parti comuni con la MG 42 tedesca: il meccanismo di alimentazione è molto simile, mentre identico è il gruppo grilletto.

### MG 74

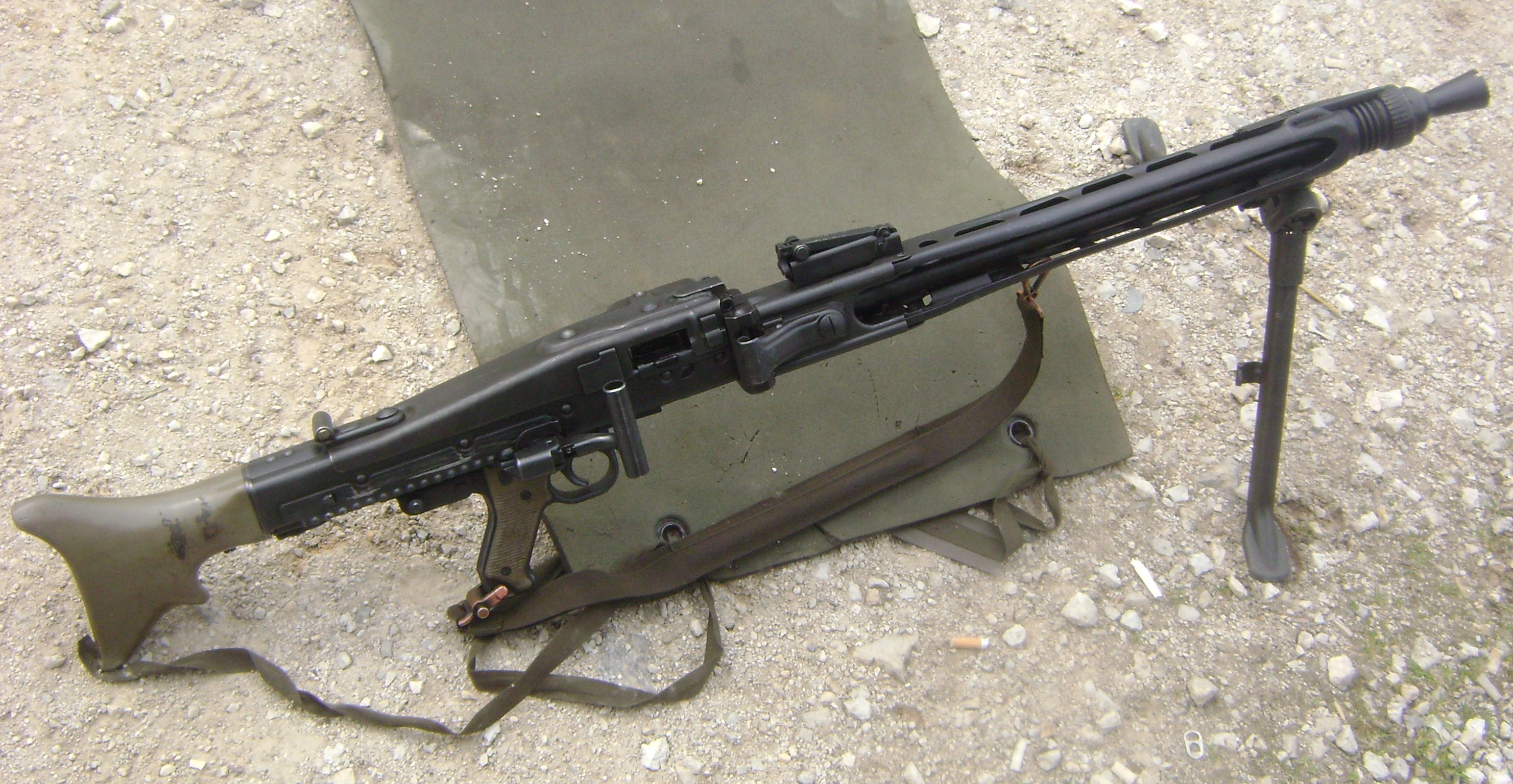
Una MG-74

L'ultima e più aggiornata versione ad oggi è la mitragliatrice austriaca MG 74, in dotazione appunto all'esercito austriaco.
Al momento della sua istituzione, nel 1955, il moderno esercito austriaco fu dotato di armi in eccedenza negli USA. A partire dal 1959, le Browning M1919 americane erano state in larga parte rimpiazzate dalle MG 42 tedesche, modificate per poter utilizzare il proiettile 7,62 × 51 mm NATO. Per introdurre però un'arma totalmente nuova e di produzione propria, l'Ufficio della Tecnologia per la difesa, in cooperazione con la Steyr-Mannlicher e la Beretta SpA, sviluppò una nuova arma specificatamente per l'esercito austriaco. Come base fu utilizzata la mitragliatrice MG 42/59. Gli scopi del progetto erano quelli di ridurre peso e cadenza di fuoco per ottenere un'arma più versatile ed economica, e soprattutto aggiungere mire più adeguate ai tempi e bipiedi leggeri. Lo sviluppo dell'arma fu ultimato nel 1974 e nello stesso anno la MG 42 venne rimpiazzata definitivamente dalla MG 74.
Le modifiche all'arma originale includono un otturatore più pesante (950 g contro i 675 dell'originale) che riduce la cadenza di tiro dell'arma a circa 850 colpi al minuto, considerata comunque adeguata al ruolo dell'arma. È stato montato un selettore di fuoco che permette all'arma di sparare in colpo singolo. Il legno dell'arma originale è stato interamente sostituito dal polimero per rendere l'arma più leggera, i sistemi di mira sono regolabili (35° orizzontali e 15° verticali) e possono essere integrati con un particolare sistema antiaereo.

## La MG 42 nella cultura di massa
- In ambito cinematografico compare in svariati film di guerra ambientati nella seconda guerra mondiale.
- È l'arma del corpo speciale antiterrorismo presente in Jin-Roh - Uomini e lupi.[12]
- In ambito videoludico compare in Far Cry 4, Far Cry 5, Far Cry 6, Battlefield 2, Battlefield V, Mafia II, nelle serie Call of Duty e Medal of Honor.
- Viene utilizzata nella serie televisiva spagnola La casa di carta, facilmente riconoscibile, nonostante nel telefilm ci si riferisca erroneamente ad essa col nome di "Browning".